# Mytilina bisulcata
Mytilina bisulcata är en hjuldjursart som först beskrevs av Lucks 1912.  Mytilina bisulcata ingår i släktet Mytilina och familjen Mytilinidae. Inga underarter finns listade i Catalogue of Life.